# Wozdwiżenskoje (obwód niżnonowogrodzki)
Wozdwiżenskoje (ros. Воздвиженское) – wieś (sieło) w Rosji, w obwodzie niżnonowogrodzkim, w rejonie woskriesieńskim. W 2021 liczyła 523 mieszkańców.